# Сіухіно
Сіу́хіно (рос. Сиухино, марій. Сухин) — присілок у складі Гірськомарійського району Марій Ел, Росія. Входить до складу Троїцько-Посадського сільського поселення.

## Населення
Населення — 244 особи (2010; 292 у 2002).
Національний склад (станом на 2002 рік):
- гірські марійці — 97 %